# Första järnvägsbron, Södertälje kanal
Den första järnvägsbron över Södertälje kanal var en svängbro för järnväg i Södertälje i Södermanland och Stockholms län. Den var placerad ca 300 meter norr om den efterföljande och nuvarande järnvägsbron.

## Bakgrund och trafik
24 oktober 1860 öppnade järnvägen i Södertälje, två år innan hela den Västra stambanan stod färdig. Den första järnvägsbron över Södertälje kanal var en enkelspårig svängbro, och stod klar 1858. Huvudlinjen hamnade utanför stadskärnan, med en dragning söder om Saltskogsfjärden där stadens huvudstation blev Södertelge öfre/Saltskog. Därifrån drogs en bibana med anslutning till Södertälje central. Centralstationen utmärker sig med sina två stationsbyggnader; det ursprungliga från 1860 i rött tegel ritat av Adolf Wilhelm Edelsvärd och det gula från 1915-18 av Folke Zettervall. Anläggandet av stationen Södertelge öfre i Saltskog innebar bland annat att området Mariekälla beläget mellan Saltskog och stadskärnan snart exploaterades med villabebyggelse.
I samband med en utbyggnad av Södertälje kanal fick stambanan en ny dragning genom staden. Den ursprungliga järnvägsbron medgav för låg hastighet, och nya tyngre tåg fordrade ökad stabilitet. En dubbelspårig klaffbro byggdes därför. 1921 öppnade den nya sträckningen, och staden fick den nya huvudstationen Södertälje södra. Den första bron revs efter den nya dubbelspåriga togs i bruk.

## Bilder

### Illustrationer

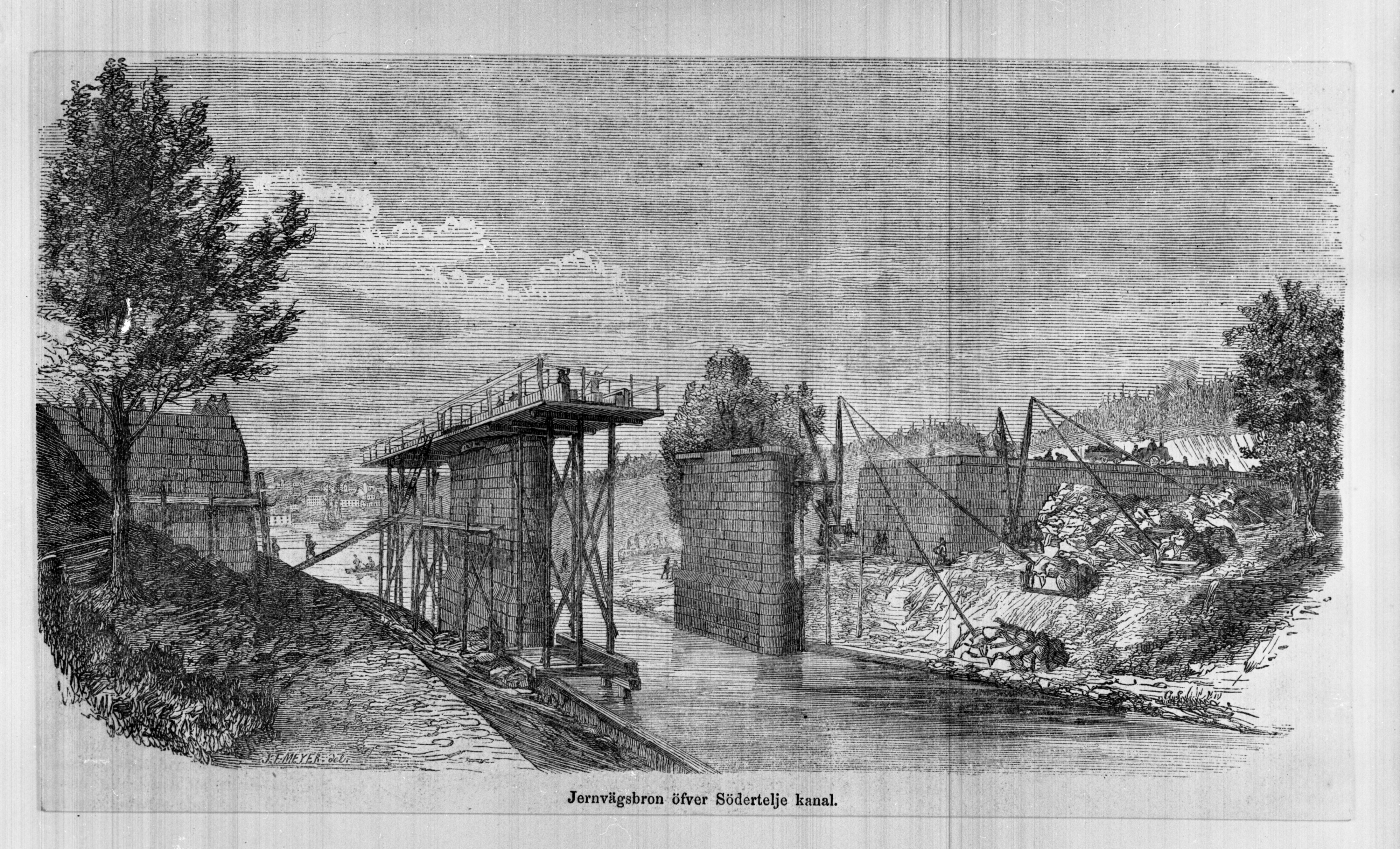
Illustration av bygget ur Ill. Tidning nr 37
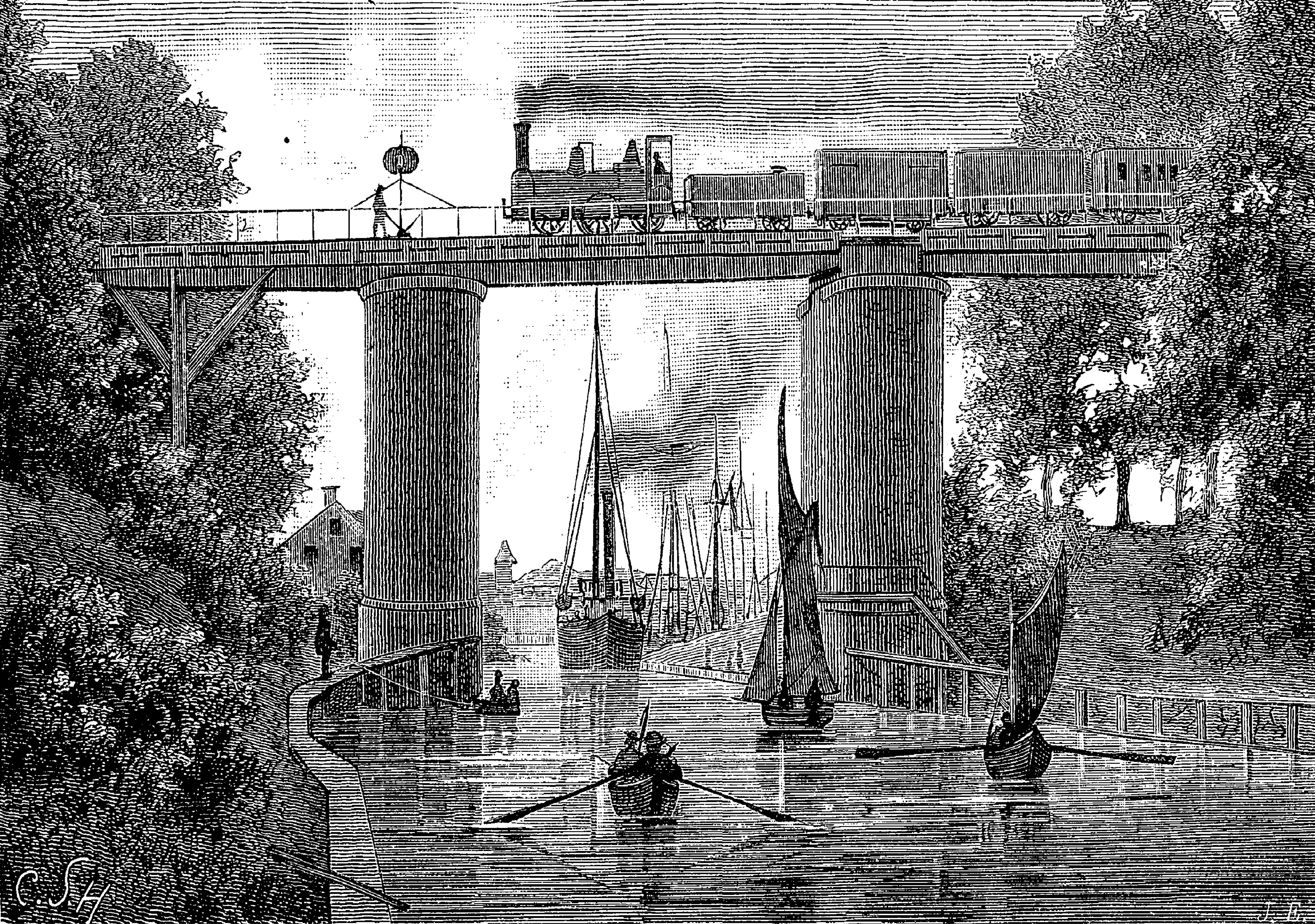
Illustration ur artikelserie om badortsstaden Södertälje i Svenska Familj-Journalen 1881
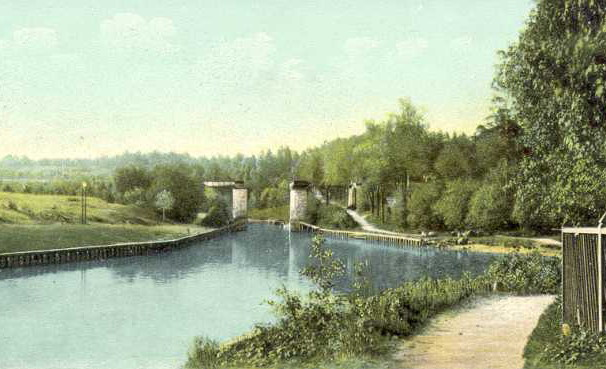
Bron illustrerad på vykort

### Fotografier

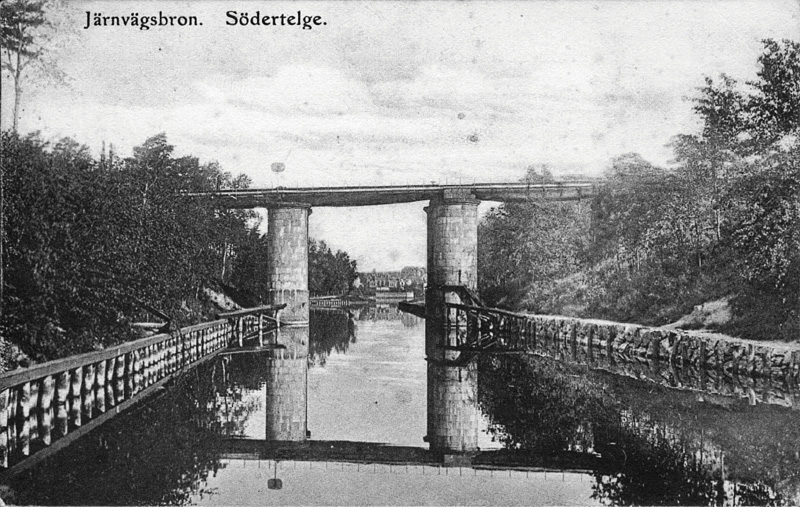
Bron utan tåg på vykort
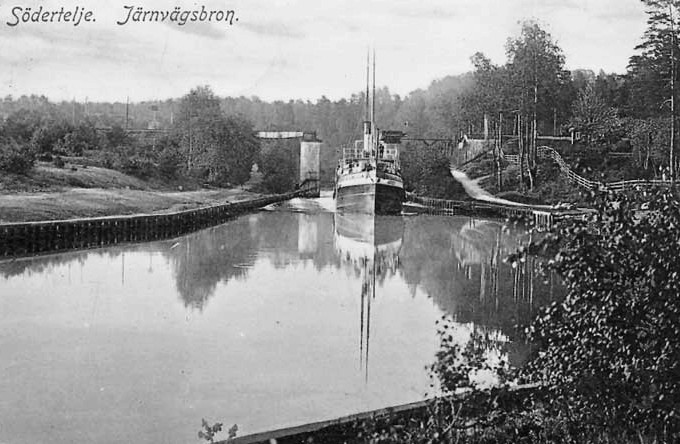
Bron på avstånd vid broöppning med båt
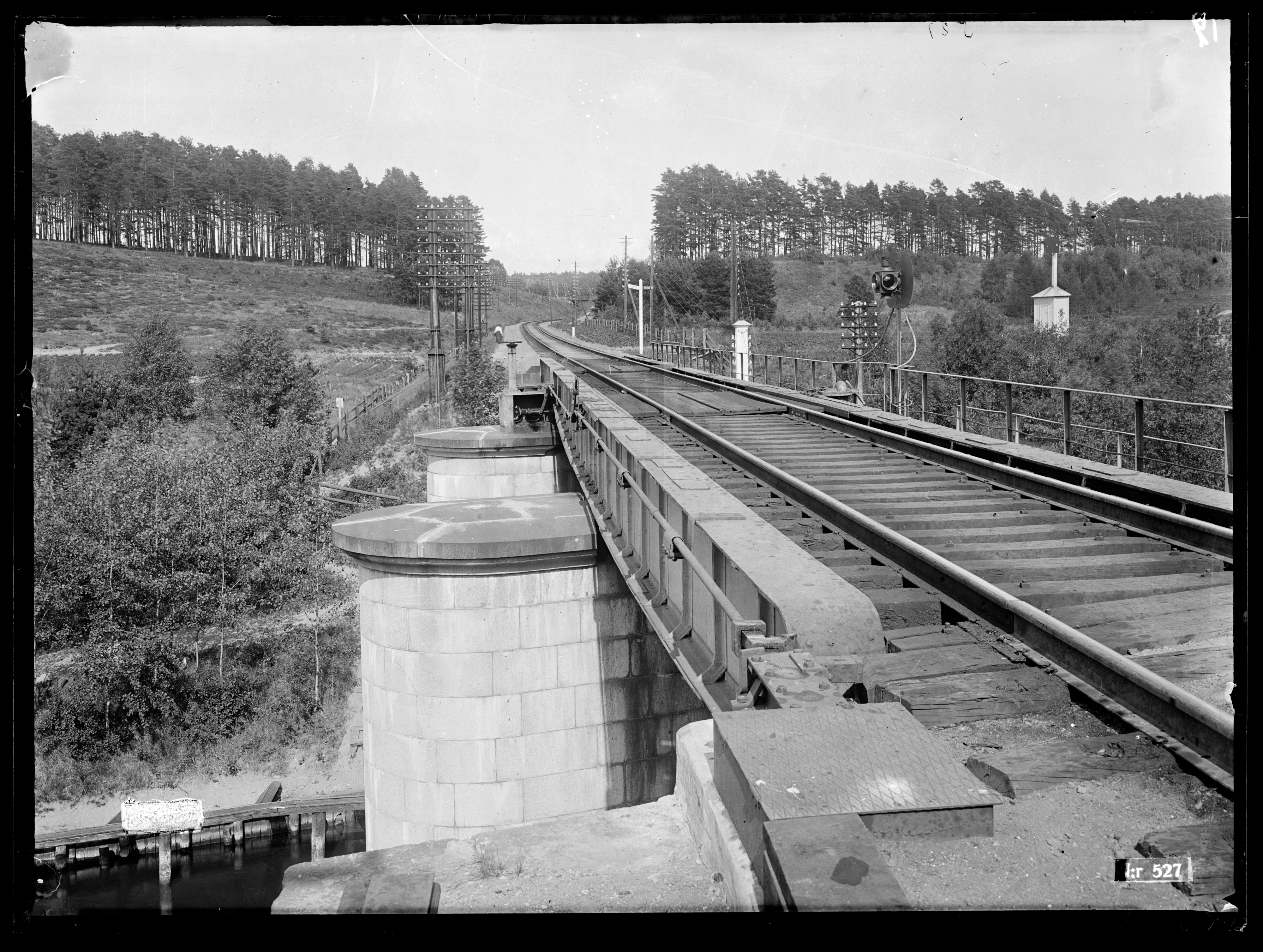
Vy från ovansidan
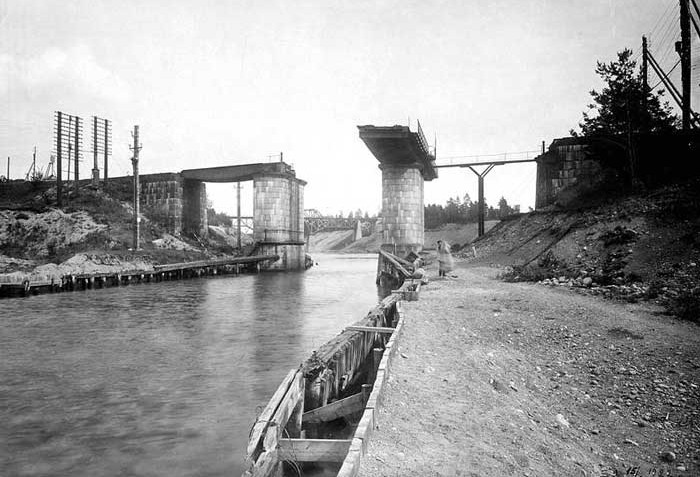
Bron innan rivning 1924, med den andra järnvägsbron i bakgrunden